# آدم فولكنير
آدم فولكنير (بالإنجليزية: Adam Faulkner) هو سباح بريطاني، ولد في 26 نوفمبر 1981 في نوتنغهام في المملكة المتحدة.

## روابط خارجية
- آدم فولكنير على موقع الاتحاد الدولي للسباحة (الإنجليزية)
- آدم فولكنير على موقع اللجنة الأولمبية الدولية (الإنجليزية)
- آدم فولكنير على موقع أوليمبيديا (الإنجليزية)
- آدم فولكنير على موقع اللجنة الأولمبية البريطانية (الإنجليزية)